# Институт (роман)
Институт је роман америчког књижевника Стивена Кинга из 2019. године. Преведен је на српски језик следеће, 2020. године. 
Књига прати дванаестогодишњег генија Лука Елиса. Када му родитељи буду убијени, киднапују га уљези и буди се у Институту, објекту у којем су смештена друга деца која су тамо стигла на исти начин као и он и која имају телепатију или телекинезу. Институт је наишао на углавном позитивне критике.

## Радња романа
Тим Џејмисон напушта посао на Флориди и спрема се да крене у Њујорк. Игром случаја, на путу, он се одрекне места у авиону и нађе се у измишљеном градићу Ду Прај у Јужној Каролини. Одликовани бивши полицајац, Џејмисон преузима посао за локалног шерифа.
У предграђу Минеаполиса, уљези убијају родитеље дванаестогодишњег генија и телекинетичара Лука Елиса и киднапују га. Он се буди у соби скоро идентичној његовој у "Институту", објекту који се налази дубоко у шуми Мејна. У Институту се налази низ друге киднаповане деце, од којих свако има посебне таленте — телекинезу и телепатију. Лук се спријатељи с Калишом, Ником, Џорџом, Ајрис и (касније) десетогодишњим Ејвери Диксон и Хелен Симс у области познатој као Предња половина. Госпођа Сигсби, директорка Института, и њено особље посвећени су извлачењу посебних талената из деце – познатих као ТП (телепате) и ТК (телекинетика). Експерименти и тортуре се изводе над децом како би покушали да унапреде своје таленте, као и да се пробуде ТП способности у ТК и обрнуто. Када се експерименти заврше, деца "дипломирају" на половину задњег дела. Нико од деце која су отишла у Задњој половини никада више није виђена. Лук ускоро развија слабе ТП способности због експериментисања, али то држи у тајности. Након што Калиша дипломира у Задњој половини, она је у стању да шаље телепатске поруке Ејвери, напредном ТП. Лук почиње да верује да су у тој половини дечје колективне способности наоружане да убијају појединце све док их не убије. Лук постаје очајан да побегне и добије помоћ пре него што дипломира.
Морин, чистачица у Институту, је доушник за госпођу Сигсби, али због финансијских проблема она тражи помоћ од Лука. Морин тако помаже Луку да побегне из Института, а затим изврши самоубиство како би помогла да сакрије његов нестанак. Погоршаној безбедности Института потребно је скоро цео дан да схвати његово бекство, а до тада се он нашао у возу. Он скаче из воза док успорава у Ду Прају. Власник хотела у Ду Прају је на платном списку оних који су задужени за Институт и обавештава их да је Лук у граду. У међувремену, Лук успева да убеди Тима Џејмисона и неколико других полицајаца у своју причу и даје шерифу УСБ меморију са Мориновим признањем, заједно са мучним видео снимком тајно снимљеним у Институту, који их убеђује да му помогну. Неколико службеника Института стиже у Ду Прај и, након пуцњаве, убијено је неколико полицајаца и сви осим госпође Сигсби и доктора из Института. Тим и Лук одводе заробљену госпођу Сигсби назад у Институт где њен заменик, човек по имену Стекхаус, покушава да им направи заседу. Пошто је Тим натерао госпођу Сигсби да вози ауто, она је случајно убијена.
Док је Лук био одсутан, неколико деце (укључујући Ејвери Диксона, која су послата у Задњу половину као казну јер је помогла Луку да побегне) окупља оне који су дуже тамо и чији су умови скоро потпуно сломљени и планирају револуцију. Они су заустављени и блокирани у ходнику, а Стекхаус даје наређење да их убију користећи отровни гас настао мешањем хемикалија за чишћење. Како се гас пусти, Ејвери, Калиша, Ајрис, Џорџ, Ник и остали се удружују и узврате ударац. Они користе свој ум да левитирају делове Института у ваздух. Калиша, Џорџ, Ник и Хелен беже, али остали су убијени када се сруши ходник у коме су заробљени. Преостало особље Института је убијено или побегло, а Тим води Лука и његове преживеле пријатеље са собом. Месецима касније, посећује их надзорница госпође Сигсби, неименовани човек који говори са нејасним шапатом, који објашњава да су деца у Институту коришћена за борбу против оних који су видели да они који раде за Институт урожавају сигурност читавог света. Институт је само један од неколико широм света, али сви су имали револуције у исто време, очигледно телепатски координисане од стране Ејвери. Лук се расправља са човеком о могућности предвиђања далеке будућности, тврдећи да предзнаци могу тачно предвидети само догађаје који се дешавају у блиској будућности, пошто је превише варијабли укључено у дугим временским периодима. Тихи човек оставља Лука и његове пријатеље на миру због обећања да УСБ меморија неће доћи у јавност; УСБ се чува сакривен у сефу, а свако од преживеле деце држи кључ.

## Критике
На веб-сајту агрегатора рецензија Book Marks, који додељује појединачне оцене критикама књига од мејнстрим књижевних критичара, роман је добио кумулативну „позитивну“ оцену на основу 26 рецензија: 9 „рејв“ рецензија, 13 „позитивних“ рецензија и 4 „мешовите“ рецензије. Publishers Weekly дао је задивљујућу рецензију роману, написавши: „Кинг се одушевљава најстрашнијом причом о деци која тријумфују над злом од када [...] Додирујући у умове младих ликова, Кинг ствара осећај претње и интимности и то ће зачарати читаоце [...] У овом помно осмишљеном роману није изгубљена ни реч, што још једном доказује зашто је Кинг краљ хорора.“ Kirkus Reviews је похвалио књигу, иако је коментарисао да то није била књига застрашујућа од неких других Кингових дела, рекавши: „Кингови фанови неће бити разочарани, мада ће већина вероватно више волети страшније попут Исијавања и То.“ Карл Хејс из похвалио је роман, рекавши: „Кингови фанови ће, наравно, прогутати овај најновији напет окретач страница, али сваки читалац који тражи паметан трилер о необичној организацији црних операција наћи ће ово убедљиво и награђивано. Са својом уобичајеном мешавином заплета и живописно нацртаних ликова, Кинг остаје у врхунац његове игре."
Џон Дагдејл га је назвао „задивљујућим, хибридним романом“, али је довео у питање његово значење, рекавши: „Нејасно је шта све то доводи до тога.“ Говорећи о госпођи Сигсби и људима у компанији, Лаура Милер из Њујорк тајмса рекла је „Од свих космичких претњи против којих су се Кингови хероји борили, ово споро увлачење у нечовечност може бити најстрашније до сада јер је превише реално.“ У јануару 2020. године, Трули Хантер је рекао: „Обожаваоци Стивена Кинга ће се вероватно заљубити у ову књигу. Ако читаоци траже нешто ново што изгледа као класични Кинг, ово је књига коју треба да покупе. То је нови поглед на стару премису са класичним Стивеном Кинг спин-офом. Роман има све што су читаоци Кинга очекивали и могло би да буде једно недавно Кингово издање које стоји као нови класик од аутора“, међутим критиковао је дужину књиге. Везе између романа и неких поступака актуелног председника Доналда Трампа, укључујући „Деца, која траже азил на граници... одстрањују се од родитеља у складу са политиком раздвајања породице администрације“.